# Gehoor
Gehoor is het vermogen van een organisme om geluiden waar te nemen, veelal richtingsgevoelig ten opzichte van de geluidsbron.  Het is een van de zintuigen. Waarnemen met dit zintuig heet 'horen'. Het oor is het gehoorsorgaan waarin geluidsgolven worden omgezet naar actiepotentialen in de gehoorzenuwen.
De anatomie en werking van het gehoororgaan zijn te lezen bij het onderwerp 'oor'.

## Functie
De functie van het gehoorszintuig is het lokaliseren van geluidsbronnen, het communiceren met gelijksoortige organismen, of herkennen van de geluiden van andersoortige organismen.
Het lokaliseren van geluidsbronnen is nodig voor oriëntatie van het organisme in de omvattende objectenwereld, voor zover die objecten geluid geven of geluid weerkaatsen.
De functie van communiceren met gelijksoortige organismen is vooral nodig voor het onderhouden van de sociale verbanden met de eigen groep. Vandaar dat de meeste organismen gespecialiseerd zijn in het herkennen van geluiden met een geluidssterkte die overeenkomt met de normale geluidssterkte van de onderlinge communicatie, zoals spraak bij de mens. Ook voor de voortplanting is geluid een veelgebruikt communicatiemiddel tussen soortgenoten van de andere sekse, en ten opzichte van rivalen van dezelfde sekse. Het mannetje dat het beste balkt of het mooiste fluit krijgt de meeste en beste vrouwtjes.
Daarnaast is het herkennen van de geluiden van andere organismen een functie die bij veel dieren noodzakelijk is om prooien en gevaar (bv. roofdieren) te kunnen lokaliseren. Het is daarmee een middel dat helpt bij bejagen van de prooi en een middel dat aan de andere kant het prooidier helpt bij het tijdig opmerken van de jager. Uiteraard kunnen door het gehoor ook andere soorten gevaar worden opgemerkt en gelokaliseerd: vallende rotsblokken, aanstormende treinen etc.

## Soorten waargenomen geluidsprikkels
De geluidsprikkels worden opgewekt door geluidstrillingen die door de lucht of door het water het trommelvlies bereiken. En net als alle trillingen hebben ook geluidstrillingen een amplitudeverloop en een klank.
Algemeen wordt gesteld dat het menselijk gehoor in staat is om frequenties van 20 hertz tot 20 kHz waar te nemen (mits het geluidsniveau luider is dan de gehoordrempel). Dit kan echter van persoon tot persoon variëren, en wordt mede beïnvloed door leeftijd, gezondheid en mogelijke gehoorbeschadigingen door welke oorzaak dan ook. Sommige mensen zijn in staat om tonen tot 22 kHz waar te nemen, anderen komen niet verder dan 16 kHz. Frequenties die binnen het bereik van het menselijk gehoor liggen worden vaak aangeduid met de term audio. Frequenties die daar bovenuit gaan worden ultrasoon genoemd, frequenties die er onder liggen heten infrasoon. De in actiepotentialen doorgegeven trillingsfrequentie wordt door de hersenen als toonhoogte geïnterpreteerd.
De resonantiefrequentie van de gehoorgang ligt rond de 4 kHz. Geluiden met die frequentie worden versterkt doorgegeven aan het trommelvlies. Dat is geen toeval: Rondom deze frequentie zijn de meeste menselijke/dierlijke geluiden waar te nemen.
Daarnaast hebben geluidstrillingen een intensiteit, met een voor de mens waarneembare geluidsdruk tussen de gehoordrempel van 0,00002 (twee honderdduizendste) pascal en de pijngrens van 200 Pa. De in actiepotentialen omgezette trillingsamplitude wordt door de hersenen als geluidssterkte geïnterpreteerd. Omdat de waargenomen geluidssterkte niet lineair maar logaritmisch verloopt (een bijvoorbeeld vier keer zo hoge geluidsdruk wordt als twee keer zo hard gehoord), gebruikt men vaak de logaritmische decibel, of beter, de dB schaal. Op die schaal hoort de mens tussen de −6 dB tot 140 dB. Geluid van 0 dB is dus geen absolute stilte, maar de kleinst hoorbare intensiteit bij een toon van 1 kHz, namelijk 1 pW/m² hetgeen overeenkomt met een geluidsdruk van 0,02 mPa.
Bij geluid dat harder is dan 120 dB gaan ook de pijnzenuwen in het oor pulsen afvuren. Voor het organisme het teken om uit de pijnlijke geluidsomgeving weg te komen. De arbeidsomstandighedenwet geeft aan dat bij blootstelling van 8 uur per dag gedurende 5 dagen per week bij een geluidsniveau > 80 dB(A) gehoorbescherming moet worden gebruikt.

## Richtinghoren
Doordat geluidsgolven die van een zijkant van het hoofd komen, niet tegelijk aankomen bij beide oren, is het mogelijk om uit het tijdsverschil te herleiden uit welke richting het geluid moet zijn gekomen. Dit noemt men richtinghoren. Stereogeluid maakt gebruik van deze eigenschap door aan beide oren geluid aan te bieden dat dezelfde tijdsverschillen bevat, zodat de illusie wordt gewekt dat het geluid uit een bepaald punt in de ruimte afkomstig is. Mensen die aan één kant volledig doof zijn, zijn niet in staat te bepalen uit welke richting geluiden komen.
Het fenomeen van de echolocatie is vooral door vleermuizen en walvisachtigen extreem geperfectioneerd.
Geluid kan niet alleen via de gehoorgang en gehoorbeentjes worden waargenomen, maar dringt ook direct door via de schedel. Dit heet beengeleiding. Horen onder water gebeurt voornamelijk door middel van beengeleiding, maar het is ook eenvoudig waar te nemen door op de schedel te tikken.
Afwijkingen van het gehoor kunnen worden vastgesteld met een audiologisch onderzoek.

## Veilig horen
Veilig luisteren is een kader van gezondheidsbevorderende acties om ervoor te zorgen dat geluidsgerelateerde recreatieve activiteiten (zoals concerten, nachtclubs en het luisteren naar muziek, uitzendingen of podcasts ) geen risico voor het gehoor vormen.